# KEI (일러스트레이터)
KEI(케이, 일본어: けい 게이[*], 1981년 4월 1일 - )는 일본의 일러스트레이터 및 만화가이다. 홋카이도 출신이고 도쿄도 거주하는 남성으로
주로 라이트 노벨 작품 삽화와 캐릭터 디자인을 다루고 있다.

## 주요 작품

### 캐릭터 디자인
- VOCALOID2 캐릭터 보컬 시리즈 (크립톤 퓨처 미디어)
  - 하츠네 미쿠
  - 카가미네 린·렌
  - 메구리네 루카
- VOCALOID2 Lily (인터넷)
- 헬로키티와 함께!(ハローキティといっしょ!)

### 애니메이션
- 우리들에게 날개는 없다 (제8화 엔드카드 일러스트)
- 쾌도천사 트윈 엔젤 (제1화 엔드카드 일러스트)
- こぴはん (캐릭터 원안)
- gdgd 페어리s (Blu-ray판 패키지 일러스트)
- 소드 아트 온라인 (제16화 제공백 일러스트)
- 直球表題ロボットアニメ (캐릭터 디자인)
- 내 여동생이 이렇게 귀여울 리가 없어 (제12화 엔딩 일러스트)
- 니세코이 (제19화 제공백 일러스트)

### 게임
- NUGA-CEL!
- 사무라이&도라곤즈(サムライ＆ドラゴンズ)
- 전격문고 FIGHTING CLIMAX

### 만화
- 메이커 비공식 하츠네 믹스
- こぴはん -沙弥と沙遊の大作戦-
- mikucolor